# كريستوفر سكولزي
كريستوفر سكولزي هو المدير الحالي لمركز غودارد لرحلات الفضاء التابع لناسا في غرينبيلت والرئيس السابق لوكالة ناسا حيث شغل المنصب في الفترة التي عقبت استقالة مايكل دوغلاس غريفين في 20 يناير 2009 حتى قدوم تشارلز بولدين في 15 يوليو 2009.